# Heleioporus psammophilus
Heleioporus psammophilus (tên tiếng Anh: Sand Frog) là một loài ếch thuộc họ Myobatrachidae.
Đây là loài đặc hữu của miền nam Tây Úc.
Môi trường sống tự nhiên của chúng là rừng ôn đới, vùng cây bụi ôn đới, thảm cây bụi kiểu Địa Trung Hải, đất ngập nước với cây bụi là chủ yếu, đầm nước, hồ nước ngọt có nước theo mùa, và đầm nước ngọt có nước theo mùa.